# Baia (Italië)
Baia (antieke naam: Baiae) is een frazione (= 'deelgemeente') in de Italiaanse gemeente Bacoli, regio Campanië, in de westelijke bocht van de Golf van Napels. Baiae stond bekend als een mondaine badplaats: een place-to-be voor de rijke Romeinen die daar een luxe landgoed bezaten.
Verder was Baiae ook bekend om zijn poëtisch landschap, zacht klimaat, zwavel- en heetwaterbronnen en om zijn uitgestrekte thermencomplex.
Het zachte klimaat, de kustlijn en het grillige landschap waren inspiratiebron voor dichters, die de natuur van Baiae vaak beschreven en idyllische taferelen erin schilderden. Baiae bevond zich in de Flegreische Velden.
Het grootste deel van het antieke Baiae is nu echter onder de kustlijn te vinden.

## Oorsprong van de naam
Aan de oorsprong van de naam Baiae zit een mythisch verhaal verbonden. De naam zou afkomstig zijn van Baios, de naam van de stuurman van Odysseus.

## Geschiedenis

### Vroege geschiedenis
Livius schrijft dat in 178 v.C. al thermen in Baiae waren, hij noemt ze de “aquae Cumanae”. Daarna was Baiae voorlopig nog niet het mondaine oord dat het zou worden. Dit gebeurde pas een eeuw later, mogelijk als bijeffect van de burgeroorlogen uit de perioden van Marius en Sulla. Dankzij Caius Sergius Orata werden de eerste warmwaterbaden aangelegd.

### Luxe oord voor de Romeinse 'happy few'
Baiae groeide uit tot het hipste resort van het Romeinse rijk, maar bleef wel altijd afhankelijk van Cumae.
Baiae stond vooral bekend om de luxueuze thermen, naar verluidt een van de grootste thermencomplexen uit het Romeinse Rijk. Archeologische opgravingen tonen aan dat het complex een oppervlakte van meer dan 1 km² besloeg en zich uitstrekte tegen de heuvel. Aan de zwavel- en heetwaterbronnen werden ook genezende krachten toegeschreven.
Baiae trok de rijke Romeinen aan die er een buitenverblijf op nahielden. Ook mensen zoals Julius Caesar, Caligula, Nero, Alexander Severus lieten er allerlei luxueuze villa's bouwen. Ten tijde van keizer Augustus werd Baiae keizerlijk domein. De keizers verbleven in het algemeen graag in Baiae. De keizers Augustus, Nero, Hadrianus en Alexander Severus in het bijzonder bouwden er veel.
De aanwezigheid van de rich and famous in Baiae maakte de plaats, in de beschrijving van Cicero, tot een oord van verderf, een plaats waar alle zeden volledig zijn verdwenen. Hij beschreef Baiae als oord van ‘lust, liefde, overspel, strandleven, feesten, …, gezangen, orkesten, plezierboten’. Ook Seneca geeft een kritisch overzicht van het leven in de villa's in Baiae.

### Moord op Agrippina
In 59 n.C. werd Agrippina, de moeder van keizer Nero, vermoedelijk in Baiae vermoord in opdracht van haar zoon.

### Verval
De stad geraakte echter in verval door de aanwezigheid van malaria, reeds op het einde van de Romeinse Republiek. Een reeks van aardbevingen in de vijfde eeuw maakte een definitief einde aan Baiae: de stad werd een onbewoonbare ruïne.

## Bouwwerken

### Tempels
Naast de thermen (zie paragraaf ‘mondain oord’) waren er in Baiae drie koepelzalen, een soort tempels. De godheden aan wie de tempels waren gewijd – Mercurius, Venus en Diana – hadden er niet echt een cultus. Enkel Venus had een soort van cultus in Baiae: zij werd vereerd als Venus Lucrina, de moeder van Baiae zo genoemd omwille van de nabijheid van het Meer van Lucrinus.

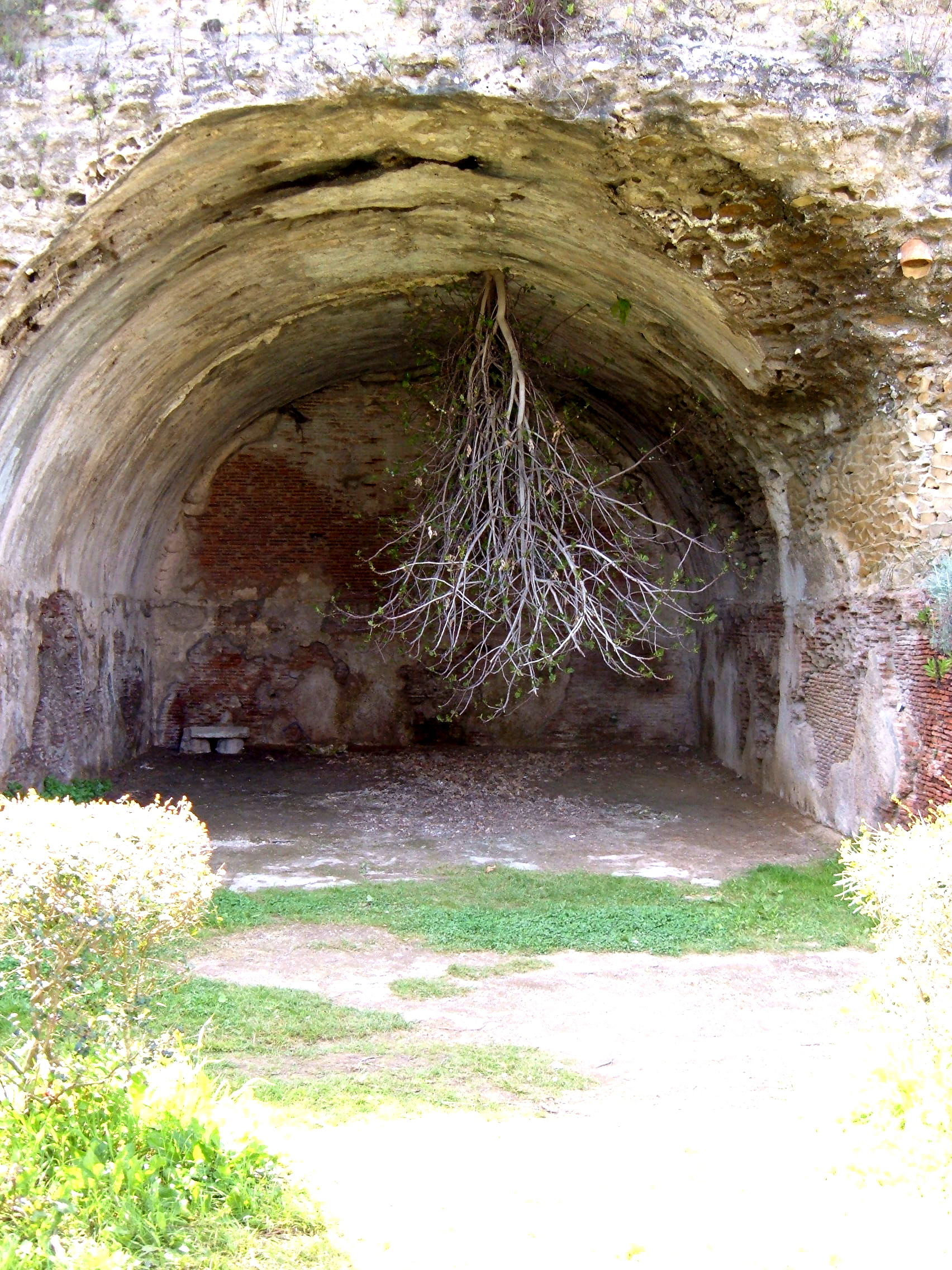
Kelder van een van de villa's in het archeologisch park

### Tunnelcomplex ‘het grote antrum’
Er is een complex van kunstmatige tunnels, gegraven in de vulkanische rotsen te Baiae. De Engelse aanduiding ervan luidt ‘The Great Antrum”. De aanwezigheid van deze tunnels die heel diep onder de grond leiden, roept heel wat vragen op, onder andere over het nut ervan voor de Romeinen.
Bovendien komen deze tunnels overeen met de beschrijving die Vergilius in zijn Aeneis geeft van de toegang tot de onderwereld. Dit leidt tot allerlei discussies.

### Opgravingen
In de jaren 1950-'60 werden archeologische opgravingen gedaan in Baiae. Men heeft het thermencomplex, de koepels en andere gebouwen blootgelegd, hoewel het antieke Baiae nu onder de kustlijn ligt.
Men heeft ook enkele onbeschadigde sculpturen teruggevonden in de ruïnes. De opgravingen van Baiae zijn heden te bewonderen in een archeologisch park.

### Kasteel
In Baiae staat het Castello Aragonese uit de 15e eeuw. Het was eeuwenlang een fort ter verdediging van de kustlijn van de golf van Pozzuoli.